# خوان (لاعب كرة قدم)
خوان هو لاعب كرة قدم برازيلي، ولد في 6 مارس 2002 في ساو باولو في البرازيل. لعب مع نادي ساو باولو.

## وصلات خارجية
- خوان على موقع قاعدة بيانات كرة القدم.إي يو (الإنجليزية)
- خوان على موقع Soccerway.com (الإنجليزية)
- خوان على موقع عالم كرة القدم.نت (الإنجليزية)